# Mistrzostwa Polski w Kajakarstwie 2018
81. Mistrzostwa Polski seniorów w kajakarstwie – odbyły się w Poznaniu w dniach 4 – 7 lipca 2018. 
Mistrzostwa rozgrywane były na Torze Regatowym "Malta".

## Medaliści

### Mężczyźni

#### Kanadyjki
| Konkurencja | Złoto                                                                               | Czas     | Srebro                                                                              | Czas     | Brąz                                                                        | Czas     |
| C-1 200 m   | Michał Łubniewski (Stomil Poznań)                                                   | 40.240   | Wiktor Głazunow (AZS Gorzów Wlkp.)                                                  | 40.534   | Tomasz Barniak (OKSW Olsztyn)                                               | 41.407   |
| C-1 500 m   | Michał Łubniewski (Stomil Poznań)                                                   | 1:48.444 | Wiktor Głazunow (AZS Gorzów Wlkp.)                                                  | 1:49.244 | Mateusz Kamiński (OKSW Olsztyn)                                             | 1:49.920 |
| C-1 1000 m  | Wiktor Głazunow (AZS-AWF Gorzów Wlkp.)                                              | 3:51.546 | Tomasz Kaczor (Warta Poznań)                                                        | 3:53.550 | Mateusz Kamiński (OKSW Olsztyn)                                             | 3:54.826 |
| C-1 5000 m  | Marcin Grzybowski (MKS Czechowice-Dziedzice)                                        | 23:59.2  | Grzegorz Bryński (AZS AWF Gorzów Wlkp.)                                             | 24:56.3  | Mateusz Cybula (Warta Poznań)                                               | 25:19.5  |
| C-2 200 m   | Michał Łubniewski Dominik Nowacki (Stomil Poznań)                                   | 38.003   | Tomasz Barniak Mateusz Kamiński (OKSW Olsztyn)                                      | 38.486   | Aleksander Kitewski Norman Zezula (Zawisza Bydgoszcz)                       | 38.609   |
| C-2 500 m   | Michał Łubniewski Vincent Słomiński (Stomil Poznań)                                 | 1:43.652 | Aleksander Kitewski Norman Zezula (Zawisza Bydgoszcz)                               | 1:43.700 | Tomasz Barniak Mateusz Kamiński (OKSW Olsztyn)                              | 1:43.880 |
| C-2 1000 m  | Tomasz Barniak Mateusz Kamiński (OKSW Olsztyn)                                      | 3:41.939 | Michał Łubniewski Dominik Nowacki (Stomil Poznań)                                   | 3:45.023 | Piotr Kuleta Arsen Śliwiński (AZS Politechnika Opolska)                     | 3:45.287 |
| C-4 500 m   | AZS Politechnika Opolska Arsen Śliwiński Grzegorz Szpynda Piotr Kuleta Dawid Kuleta | 1:38.849 | Warta Poznań Tomasz Kaczor Mateusz Cybula Jakub Bródka Tomasz Nowicki               | 1:39.949 | Posnania Maciej Ratajczak Michał Kudła Mariusz Kruk Mikołaj Maliszewski     | 1:40.257 |
| C-4 1000 m  | AZS AWF Poznań Szymon Kosteński Gilbert Paluch Remigiusz Nowaczyk Roman Furtak      | 3:29.223 | AZS Politechnika Opolska Arsen Śliwiński Grzegorz Szpynda Piotr Kuleta Dawid Kuleta | 3:29.627 | AZS AWF Poznań Paweł Domiński Oskar Szprejda Bartosz Masłowski Kamil Kukuła | 3:43.867 |

#### Kajaki
| Konkurencja | Złoto                                                                                | Czas     | Srebro                                                                           | Czas     | Brąz                                                                       | Czas     |
| K-1 200 m   | Paweł Kaczmarek (AZS-AWF Gorzów Wlkp.)                                               | 35.329   | Piotr Mazur (Zawisza Bydgoszcz)                                                  | 35.332   | Bartosz Grabowski (Włókniarz Chełmża)                                      | 35.992   |
| K-1 500 m   | Bartosz Stabno (Posnania)                                                            | 1:40.982 | Martin Brzeziński (Zawisza Bydgoszcz)                                            | 1:41.326 | Rafał Rosolski (Dojlidy Białystok)                                         | 1:41.626 |
| K-1 1000 m  | Bartosz Stabno (Posnania)                                                            | 3:31.422 | Rafał Rosolski (Dojlidy Białystok)                                               | 3:32.882 | Martin Brzeziński (Zawisza Bydgoszcz)                                      | 3:33.026 |
| K-1 5000 m  | Dawid Byrdek (MKS Czechowice-Dziedzice)                                              | 22:21.8  | Przemysław Szczepanik (KKS Sierdza)                                              | 22:23.1  | Adam Wysocki (Sparta Augustów)                                             | 22:28.6  |
| K-2 200 m   | Piotr Mazur Dawid Putto (Zawisza Bydgoszcz)                                          | 32.638   | Dorian Kliczkowski Bartosz Jonkisz (AZS Gorzów Wlkp.)                            | 32.678   | Robert Nowakowski Sławomir Witczak (Energetyk Poznań)                      | 32.985   |
| K-2 500 m   | Martin Brzeziński Mariusz Kujawski (Zawisza Bydgoszcz)                               | 1:33.529 | Bartosz Jonkisz Kamil Kołpak (AZS Gorzów Wlkp.)                                  | 1:35.361 | Dominik Rzepczyński Paweł Wolny (AZS-AWF Poznań)                           | 1:35.833 |
| K-2 1000 m  | Martin Brzeziński Mariusz Kujawski (Zawisza Bydgoszcz)                               | 3:17.975 | Rafał Rosolski Paweł Florczak (Dojlidy Białystok)                                | 3:19.071 | Andrzej Gryczko Sławomir Siwiec (Admira Gorzów Wlkp.)                      | 3:22.531 |
| K-4 500 m   | Dojlidy Białystok Łukasz Bonarski Rafał Rosolski Piotr Siemionowski Domir Wawrzyniak | 1:23.284 | Energetyk Poznań Robert Nowakowski Sławomir Witczak Kacper Dratwa Piotr Gajewski | 1:23.376 | Zawisza Bydgoszcz Piotr Mazur Dawid Putto Patryk Kulczyński Oskar Pacała   | 1:24.928 |
| K-4 1000 m  | Posnania Hubert Olszewski Kamil Wyrwas Filip Nowaczyk Bartosz Stabno                 | 3:03.834 | Zawisza Bydgoszcz Piotr Mazur Dawid Putto Patryk Kulczyński Oskar Pacała         | 3:04.002 | AZS-AWF Poznań Maksym Majchrzak Kacper Misztak Jakub Michalski Paweł Wolny | 3:05.778 |

### Kobiety

#### Kajaki
| Konkurencja | Złoto                                                                                     | Czas     | Srebro                                                                                  | Czas     | Brąz                                                                              | Czas     |
| K-1 200 m   | Marta Walczykiewicz (KTW Kalisz)                                                          | 39.753   | Katarzyna Kołodziejczyk] (KTW Kalisz)                                                   | 41.467   | Helena Wiśniewska (Zawisza Bydgoszcz)                                             | 41.760   |
| K-1 500 m   | Anna Puławska (AZS-AWF Gorzów Wlkp.)                                                      | 1:49.864 | Karolina Naja (AZS-AWF Gorzów Wlkp.)                                                    | 1:50.396 | Katarzyna Kołodziejczyk (KTW Kalisz)                                              | 1:51.464 |
| K-1 1000 m  | Edyta Dzieniszewska-Kierkla (Sparta Augustów)                                             | 3:59.454 | Paulina Paszek (AZS-AWF Katowice)                                                       | 4:03.150 | Weronika Szymańska (Warta Poznań)                                                 | 4:04.850 |
| K-1 5000 m  | Weronika Szymańska (Warta Poznań)                                                         | 24:40.2  | Paulina Noga (AZS-AWF Gorzów Wlkp.)                                                     | 24:45.9  | Kinga-Julia Jankowska (Baza Mrągowo)                                              | 25:27.8  |
| K-2 200 m   | Helena Wiśniewska Dominika Włodarczyk (Zawisza Bydgoszcz)                                 | 38.533   | Joanna Haneczkowska Małgorzata Puławska (Posnania)                                      | 40.173   | Natalia Cedrowska Paulina Markiewicz (AZS-AWF Politechnika Opole)                 | 41.747   |
| K-2 500 m   | Anna Puławska Karolina Naja (AZS-AWF Gorzów Wlkp.)                                        | 1:44.155 | Joanna Haneczkowska Małgorzata Puławska (Posnania)                                      | 1:47.059 | Karolina Markiewicz Paulina Markiewicz (AZS-AWF Politechnika Opole)               | 1:47.387 |
| K-2 1000 m  | Justyna Iskrzycka Paulina Paszek (AZS AWF Katowice)                                       | 3:46.942 | Martyna Klatt Klaudia Cyrulewska (Energetyk Poznań)                                     | 3:48.642 | Karolina Markiewicz Paulina Markiewicz (AZS-AWF Politechnika Opole)               | 3:50.918 |
| K-4 500 m   | Zawisza Bydgoszcz Helena Wiśniewska Nicola Gapska Dominika Włodarczyk Weronika Kwasigroch | 1:38.799 | Energetyk Poznań Martyna Klatt Klaudia Cyrulewska Natalia Wojciechowska Patrycja Hołysz | 1:40.607 | Posnania Marta Berus Angelika Skorupińska Joanna Heneczkowska Małgorzata Puławska | 1:41.595 |

#### Kanadyjki
| Konkurencja | Złoto                                        | Czas     | Srebro                                                                   | Czas     | Brąz                                     | Czas     |
| C-1 200 m   | Dorota Borowska (NOSiR Nowy Dwór Mazowiecki) | 49.304   | Magda Stanny (Warta Poznań)                                              | 51.561   | Sylwia Szczerbińska (Cresovia Białystok) | 52.054   |
| C-1 500 m   | Dorota Borowska (NOSiR Nowy Dwór Mazowiecki) | 2:13.575 | Magda Stanny (Warta Poznań)                                              | 2:15.611 | Sylwia Szczerbińska (Cresovia Białystok) | 2:17.871 |
| C-1 5000 m  | Sylwia Szczerbińska (Cresovia)               | 29:48.7  | Magda Stanny (Warta Poznań)                                              | 30:35.5  | Ewelina Antos (AZS-AWF Poznań)           | 31:12.6  |
| C-2 200 m   | Magda Stanny Kamila Serwatka (Warta Poznań)  | 47.416   | Dorota Kozakiewicz Katarzyna Kozakiewicz (UKS Koszałek Opałek Węgorzewo) | 49.786   | Maja Szajdek Julia Walczak (OKS Olsztyn) | 50.003   |
| C-2 500 m   | Magda Stanny Iwona Czarnecka (Warta Poznań)  | 2:08.230 | Justyna Dorozińska Sylwia Szczerbińska (Cresovia Białystok)              | 2:09.882 | Maja Szajdek Julia Walczak (OKS Olsztyn) | 2:11.034 |